# GRTレコード
GRTレコードは、1969年にAlan J. Bayleyによって設立され、1979年に倒産した。ABCレコード、Dunhillレコード、The Famou-Carismaレーベル、Passoprtレコード、チェス・コード、impulse！、GSF レコードどの複数のレーベルを保有するレコードの製造元・販売代理店です。 
General Recorded Tapeは、カリフォルニア州サニーベールのテープ製造会社として始まりました。 同社は既存レーベルを買収し音楽制作事業に移行した。GRTのカナダ支店であるGRT Records of Canadaは、1970年代にカナダで最も重要なレコード会社の1つに成長しました。
特筆すべきは1969年にチェス・レコードを買収し、1975年にオール・プラチナム・レコードに売却し、チェスの息の根を止めた事である。それぞれの保有レーベルを手放した後、1979年に倒産する。